# A prueba de fuego
A prueba de fuego es el decimoquinto álbum de estudio de la orquesta de salsa colombiana Niche, publicado el 18 de junio de 1997 mediante el sello discográfico Sony Records. El álbum fue un éxito comercial, impulsado principalmente por la popularidad de la canción «Eres», cantada por Willy García. Es la primera vez en la que un álbum del grupo contiene 10 canciones: 8 temas inéditos y 2 nuevas versiones de «Solo Un Cariño» y «Busca Por Dentro».

## Antecedentes
Durante inicios de 1996, el cantante y percusionista Carlos Guerrero deja momentáneamente la orquesta. El 25 de noviembre, Jairo Varela es dejado en libertad debido a una apelación y el Tribunal Nacional de Colombia, declara nulo los cargos.
A inicios de 1997, ingresan los vocalistas Beto Caicedo y Jairo Torres. El cantante Willy García toma el liderazgo de la delantera de vocalistas y José Aguirre hace lo propio en la dirección musical. En agosto de 1997, el cantante Jairo Torres deja la agrupación y se da el regreso de Carlos Guerrero.

## Grabación y composición
La composición de todo el disco estuvo marcada por la experiencia que vivió el director Jairo Varela, quien fue encarcelado en 2 ocasiones durante 1995 hasta 1999, por enriquecimiento ilícito y lavado de dinero. Para los arreglos y elección de las voces, fue visitado en el reclusorio por José Aguirre, Willy García, Javier Vásquez y Alberto Barros. A continuación, la historia de algunos temas:

### A Prueba De Fuego
Canción que describe la sensación de superación que sentía Jairo al estar encarcelado.

## Lista de canciones
Todas las canciones escritas y compuestas por Jairo Varela. 
| N.º | Título                               | Intérprete(s)  | Duración |  |
| 1.  | «Eres»                               | Willy García   | 4:29     |  |
| 2.  | «Cimarrón»                           | Willy García   | 5:13     |  |
| 3.  | «Mecánico»                           | Willy García   | 5:38     |  |
| 4.  | «Solo Un Cariño» (tercera versión)   | Willy García   | 5:48     |  |
| 5.  | «A Prueba De Fuego»                  | Willy García   | 4:42     |  |
| 6.  | «Estúpido»                           | Javier Vásquez | 4:50     |  |
| 7.  | «La Cárcel»                          | Beto Caicedo   | 5:31     |  |
| 8.  | «Solo Tú Sabes»                      | Willy García   | 4:45     |  |
| 9.  | «Only You Know»                      | Willy García   | 4:45     |  |
| 10. | «Busca Por Dentro» (segunda versión) | Willy García   | 5:33     |  |

## Créditos

### Músicos
- Bajo: Daniel Silva
- Bongó y timbal: Douglas Guevara
- Cantantes: Willy García, Javier Vásquez, Beto Caicedo
- Congas: Douglas Guevara, Sammy García (invitado en «Eres» y «Mecánico»)
- Coros: Daniel Silva, Willy García, Beto Caicedo, Adriana Chamorro (invitada en «Cimarrón»)
- Güiro: Carlos Guerrero, Diego Galé (invitado en «Cimarrón»)
- Maracas: Carlos Guerrero
- Piano: Julio Abadía, Carlos Vivas
- Trombón 1, 2 y 3: Alberto Barros
- Trompeta 1 y 2: José Aguirre

### Producción
- Arreglos: Jairo Varela, José Aguirre
- Ingeniero: Guillermo Varela
- Mezcla: Adolfo Levy, Jairo Varela
- Transcripción y armonización: José Aguirre, Juan V. Zambrano (en «Eres»), Ángel Fernández (en «Solo Tú Sabes»)